# Ettore Conti di Verampio

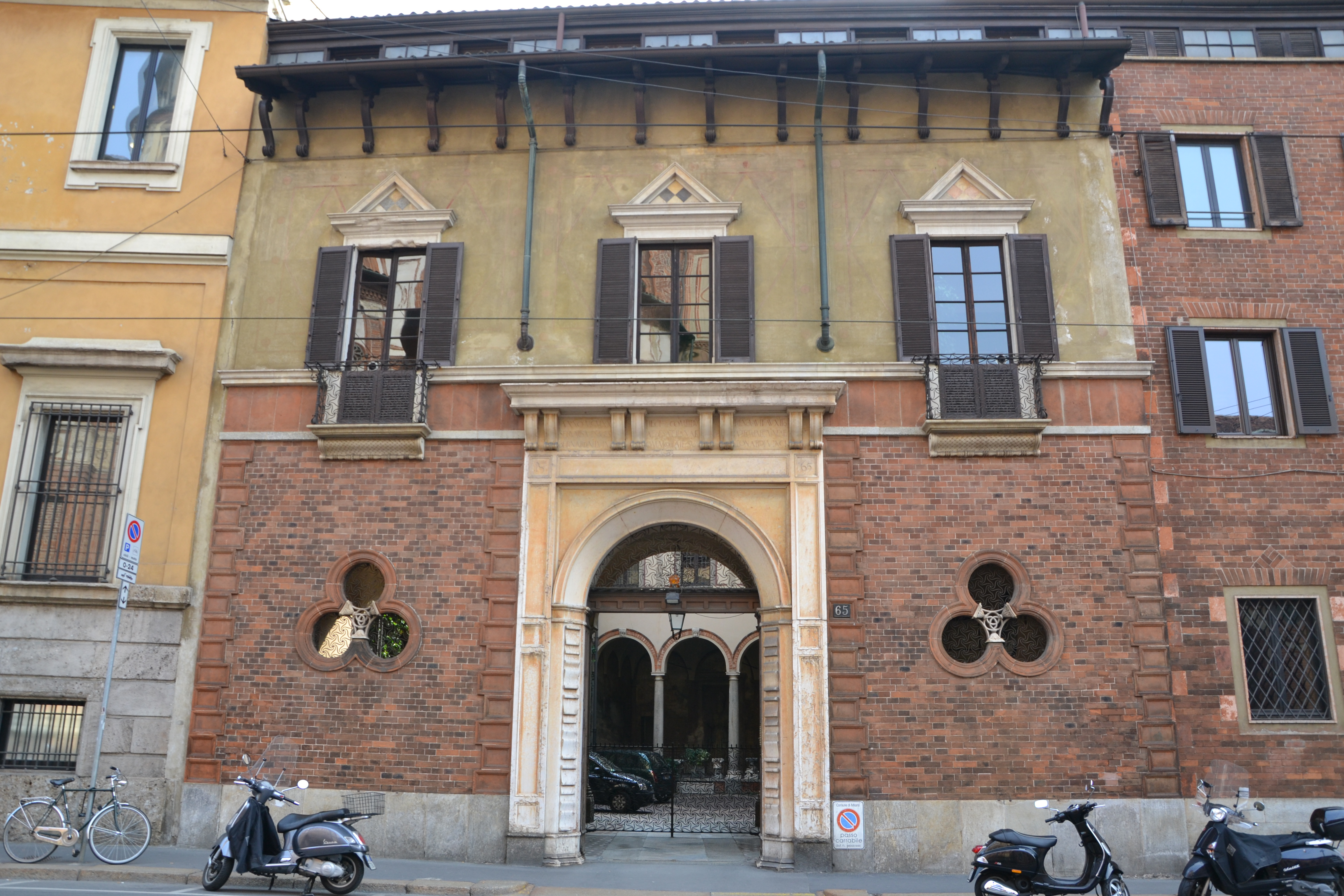
Milano, Casa Atellani, acquistata nel 1919.

Ettore Conti, conte di Verampio (Milano, 24 aprile 1871 – Milano, 13 dicembre 1972) è stato un ingegnere, politico, imprenditore e dirigente d'azienda italiano.

## Biografia
Nacque da Carlo Conti e Giuseppina Palazzoli il 24 aprile 1871 in Corso Venezia a Milano nella casa vicina ai Giardini Pubblici.
Dopo aver insegnato Scienza delle costruzioni al Politecnico di Milano, per circa un quarto di secolo si dedicò allo sviluppo della nascente industria elettrica. Fondò nel 1901, e diresse fino al 1926, la Società per Imprese Elettriche Conti & C.; questa impresa fu la prima in Italia a realizzare trasporti di energia elettrica a grandi distanze, a utilizzare grandi cadute d'acqua e ad attuare lo sfruttamento completo di un bacino, come per la centrale idroelettrica di Verampio (VB).
Negli anni 1918-1919 fu Sottosegretario per la Liquidazione delle Armi e Munizioni presso il Ministero del Tesoro e dal 1919 fu senatore nelle file dei conservatori. Nel 1920 presiedette la missione italiana per il Caucaso e nel 1922 partecipò alla Conferenza di Genova. Nel 1919 venne nominato Senatore da Vittorio Emanuele III. Dal 1920 al 1922 presiedette la Confindustria, l'Associazione fra le Società Italiane per Azioni (Assonime), l'Agip e la Châtillon. Nel 1921 viene nominato presidente della Società d'Incoraggiamento d'Arti e Mestieri, una delle più longeve e feconde istituzioni italiane volte alla promozione della tutela dei mestieri utili e la formazione come leva di sviluppo sociale e individuale.
Nel 1925 espresse il suo voto contrario ai pieni poteri a Mussolini. Nel 1926 Conti lasciò, in modo un po' traumatico, la conduzione della Società per Imprese Elettriche Conti e divenne, in aprile, presidente dell'appena costituita Agip, carica che lasciò dopo un solo biennio, adducendo a motivo i numerosi incarichi societari assunti nell'interesse della BCI (Banca Commerciale Italiana), specialmente dopo la morte dell'altro vicepresidente Pietro Fenoglio. Fu nominato Cavaliere del lavoro nel 1931.
Nel 1927 si scagliò contro la politica economica, e fece un discorso contro la quota 90 di Mussolini. Iscrittosi al Partito Nazionale Fascista nel 1932, Conti sostanzialmente aderì alle finalità politiche e corporative del regime, ma si trattò indubbiamente di un'adesione non poco critica rispetto ad alcune importanti scelte di politica economica. Tuttavia godette di una particolare considerazione da parte del Duce, tanto che nel 1928-1929 Conti ne accompagnò la figlia Edda Mussolini durante l'XI crociera della Lega navale italiana approdata in India.
Nel 1937 incontrò a Berlino Hermann Göring e Adolf Hitler a un congresso della Camera di Commercio Internazionale.
Nel 1938 fu insignito del titolo di conte, a cui è stato aggiunto il predicato "di Verampio" con lettera patente del 2 aprile del 1940. Verampio è una piccolissima località presso Crodo, dove si trova l'omonima centrale idroelettrica, la più importante da lui costruita.
Nel maggio-giugno 1938 fu a capo, con la carica di Ambasciatore straordinario, della Missione Economica italiana, inviata in Giappone e Manchukuo per creare saldi rapporti economico-commerciali col nuovo alleato asiatico e siglò un importante accordo assieme all'ambasciatore italiano Giacinto Auriti e al generale Kazushige Ugaki. Nel 1945 subì l'epurazione e nel 1949-1950 divenne presidente del Rotary Club dell'Italia. Il 13 dicembre 1972 muore a 101 anni nella Casa degli Atellani di Corso Magenta a Milano.